# Bradysia dolosa
Bradysia dolosa är en tvåvingeart som beskrevs av Laurence 1994. Bradysia dolosa ingår i släktet Bradysia och familjen sorgmyggor. Inga underarter finns listade i Catalogue of Life.